# Torymus violae
Torymus violae is een vliesvleugelig insect uit de familie Torymidae. De wetenschappelijke naam is voor het eerst geldig gepubliceerd in 1944 door Hoffmeyer.